# Чхеримела
Чхеримела (груз. ჩხერიმელა) — река в западной Грузии. Протекает по территориям Зестафонского и Харагаульского муниципалитетов края Имеретия. Левый приток реки Дзирула.
Берёт начало на западном склоне Лихского хребта, на высоте 1150 метров над уровнем моря, длина реки составляет 39 километров. Площадь бассейна — 490 км². Питается дождевыми, снеговыми и подземными водами. Паводки случаются весной, в результате таяния снегов, с середины февраля до начала июня. Летом и зимой наблюдается межень, паводки же наблюдаются весной, в результате таяния снегов и осенью в из-за дождей. Среднегодовой сток воды в устье составляет 13,6 м³.